# Maria Anna de Austria (1610–1665)
Maria Anna de Austria (n. 13 ianuarie 1610, Graz, Monarhia Habsburgică – d. 25 septembrie 1665, München, Electoratul Bavariei) a fost soția principelui elector Maximilian I. De asemenea, a fost regentă a Bavariei în timpul minoratului fiului ei. 

## Biografie
Născută la Graz, părinții ai au fost Ferdinand al II-lea, Împărat romano-german și Maria Anna de Bavaria. S-a căsătorit cu unchiul matern Maximilian I, Elector de Bavaria la 15 iulie 1635 la Viena. 
Cuplul a avut doi copii:
- Ferdinand Maria (1636–1679) căsătorit în 1652 cu prințesa Henriette Adelaide de Savoia (1636–1676)
- Maximilian Philipp Hieronymus, Duce de Leuchtenberg (1638–1705) căsătorit în 1668 cu Maurita Febronia de La Tour d'Auvergne (1652–1706)

1. 1 2  Maria Anna Erzherzogin von Österreich, The Peerage, accesat în 9 octombrie 2017
2. ↑  Habsburg, Maria Anna (Churfürstin von Bayern) (BLKÖ)[*] Verificați valoarea |titlelink= (ajutor)